# Agnes Jane Robertson
Pour les articles homonymes, voir Robertson.
Agnes Jane Robertson (1893-1959) est une historienne et universitaire britannique. Elle est spécialiste de l'Angleterre anglo-saxonne.

## Biographie
Agnes Robertson s'inscrit à l'université de Cambridge vers 1918,, et suit les cours d'Hector Munro Chadwick au département d'études anglo-saxonnes de l'université. Elle est fellow Pfeiffer du Girton College et chargée de cours au Département d'études anglo-saxonnes de 1932 à 1935,. Elle est ensuite maître de conférences d'anglais à l'université d'Aberdeen, qui crée la conférence commémorative Agnes Jane Robertson en son honneur.
Elle édite et traduit deux volumes de documents anglo-saxons, The Laws of the Kings of England from Edmund to Henry I, en 1925, et Anglo-Saxon Charters, en 1939, avec une deuxième édition en 1956. Une réimpression en fac-similé a été publiée en 2009.